# Dmytro Sabin
Dmytro Sabin (ukrainska: Дмитро Сабін, ryska: Дмитрий Саблин: Dmitrij Sabin)
, född den 7 februari 1979 i Krementjug i Poltava oblast i Ukrainska SSR i Sovjetunionen (nu Krementjuk i Ukraina), är en ukrainsk kanotist.
Han tog bland annat VM-guld i C-1 200 meter i samband med sprintvärldsmästerskapen i kanotsport 2001 i Poznań.